# Coupe des clubs champions européens de handball 1981-1982
Navigation
Coupe des clubs champions 1980-1981 Coupe des clubs champions 1982-1983
La saison 1981-1982 de la Coupe des clubs champions européens de handball met aux prises 24 équipes européennes. Il s’agit de la 22e édition de la compétition organisée par l'IHF.
Le vainqueur est le club hongrois du Budapest Honvéd qui remporte le sacre européen pour la première fois.

## Participants
| Deuxième tour préliminaire (8) | Deuxième tour préliminaire (8) | Deuxième tour préliminaire (8) | Deuxième tour préliminaire (8) | Deuxième tour préliminaire (8) | Deuxième tour préliminaire (8) | Deuxième tour préliminaire (8) | Deuxième tour préliminaire (8) | Deuxième tour préliminaire (8) | Deuxième tour préliminaire (8) | Deuxième tour préliminaire (8) | Deuxième tour préliminaire (8) | Deuxième tour préliminaire (8) | Deuxième tour préliminaire (8) | Deuxième tour préliminaire (8) | Deuxième tour préliminaire (8) | Deuxième tour préliminaire (8) | Deuxième tour préliminaire (8) | Deuxième tour préliminaire (8) | Deuxième tour préliminaire (8) | Deuxième tour préliminaire (8) | Deuxième tour préliminaire (8) | Deuxième tour préliminaire (8) | Deuxième tour préliminaire (8) | Deuxième tour préliminaire (8) | Deuxième tour préliminaire (8) | Deuxième tour préliminaire (8) | Deuxième tour préliminaire (8) | Deuxième tour préliminaire (8) | Deuxième tour préliminaire (8) |
| --- | --- | --- | --- | --- | --- | --- | --- | --- | --- | --- | --- | --- | --- | --- | --- | --- | --- | --- | --- | --- | --- | --- | --- | --- | --- | --- | --- | --- | --- |
| - SC Magdebourg : tenant du titre et Champion de RDA - TV Großwallstadt : Champion d'Allemagne de l'Ouest - Club Atlético de Madrid : Champion d'Espagne - Helsingør IF : Champion du Danemark | - SC Magdebourg : tenant du titre et Champion de RDA - TV Großwallstadt : Champion d'Allemagne de l'Ouest - Club Atlético de Madrid : Champion d'Espagne - Helsingør IF : Champion du Danemark | - SC Magdebourg : tenant du titre et Champion de RDA - TV Großwallstadt : Champion d'Allemagne de l'Ouest - Club Atlético de Madrid : Champion d'Espagne - Helsingør IF : Champion du Danemark | - SC Magdebourg : tenant du titre et Champion de RDA - TV Großwallstadt : Champion d'Allemagne de l'Ouest - Club Atlético de Madrid : Champion d'Espagne - Helsingør IF : Champion du Danemark | - SC Magdebourg : tenant du titre et Champion de RDA - TV Großwallstadt : Champion d'Allemagne de l'Ouest - Club Atlético de Madrid : Champion d'Espagne - Helsingør IF : Champion du Danemark | - SC Magdebourg : tenant du titre et Champion de RDA - TV Großwallstadt : Champion d'Allemagne de l'Ouest - Club Atlético de Madrid : Champion d'Espagne - Helsingør IF : Champion du Danemark | - SC Magdebourg : tenant du titre et Champion de RDA - TV Großwallstadt : Champion d'Allemagne de l'Ouest - Club Atlético de Madrid : Champion d'Espagne - Helsingør IF : Champion du Danemark | - SC Magdebourg : tenant du titre et Champion de RDA - TV Großwallstadt : Champion d'Allemagne de l'Ouest - Club Atlético de Madrid : Champion d'Espagne - Helsingør IF : Champion du Danemark | - SC Magdebourg : tenant du titre et Champion de RDA - TV Großwallstadt : Champion d'Allemagne de l'Ouest - Club Atlético de Madrid : Champion d'Espagne - Helsingør IF : Champion du Danemark | - SC Magdebourg : tenant du titre et Champion de RDA - TV Großwallstadt : Champion d'Allemagne de l'Ouest - Club Atlético de Madrid : Champion d'Espagne - Helsingør IF : Champion du Danemark | - SC Magdebourg : tenant du titre et Champion de RDA - TV Großwallstadt : Champion d'Allemagne de l'Ouest - Club Atlético de Madrid : Champion d'Espagne - Helsingør IF : Champion du Danemark | - SC Magdebourg : tenant du titre et Champion de RDA - TV Großwallstadt : Champion d'Allemagne de l'Ouest - Club Atlético de Madrid : Champion d'Espagne - Helsingør IF : Champion du Danemark | - SC Magdebourg : tenant du titre et Champion de RDA - TV Großwallstadt : Champion d'Allemagne de l'Ouest - Club Atlético de Madrid : Champion d'Espagne - Helsingør IF : Champion du Danemark | - SC Magdebourg : tenant du titre et Champion de RDA - TV Großwallstadt : Champion d'Allemagne de l'Ouest - Club Atlético de Madrid : Champion d'Espagne - Helsingør IF : Champion du Danemark | - SC Magdebourg : tenant du titre et Champion de RDA - TV Großwallstadt : Champion d'Allemagne de l'Ouest - Club Atlético de Madrid : Champion d'Espagne - Helsingør IF : Champion du Danemark | - Vikingur Reykjavik : Champion d'Islande - Vikingarnas IF : Champion de Suède - VSZ Košice : Champion de Tchécoslovaquie - RK Borac Banja Luka : Champion de Yougoslavie | - Vikingur Reykjavik : Champion d'Islande - Vikingarnas IF : Champion de Suède - VSZ Košice : Champion de Tchécoslovaquie - RK Borac Banja Luka : Champion de Yougoslavie | - Vikingur Reykjavik : Champion d'Islande - Vikingarnas IF : Champion de Suède - VSZ Košice : Champion de Tchécoslovaquie - RK Borac Banja Luka : Champion de Yougoslavie | - Vikingur Reykjavik : Champion d'Islande - Vikingarnas IF : Champion de Suède - VSZ Košice : Champion de Tchécoslovaquie - RK Borac Banja Luka : Champion de Yougoslavie | - Vikingur Reykjavik : Champion d'Islande - Vikingarnas IF : Champion de Suède - VSZ Košice : Champion de Tchécoslovaquie - RK Borac Banja Luka : Champion de Yougoslavie | - Vikingur Reykjavik : Champion d'Islande - Vikingarnas IF : Champion de Suède - VSZ Košice : Champion de Tchécoslovaquie - RK Borac Banja Luka : Champion de Yougoslavie | - Vikingur Reykjavik : Champion d'Islande - Vikingarnas IF : Champion de Suède - VSZ Košice : Champion de Tchécoslovaquie - RK Borac Banja Luka : Champion de Yougoslavie | - Vikingur Reykjavik : Champion d'Islande - Vikingarnas IF : Champion de Suède - VSZ Košice : Champion de Tchécoslovaquie - RK Borac Banja Luka : Champion de Yougoslavie | - Vikingur Reykjavik : Champion d'Islande - Vikingarnas IF : Champion de Suède - VSZ Košice : Champion de Tchécoslovaquie - RK Borac Banja Luka : Champion de Yougoslavie | - Vikingur Reykjavik : Champion d'Islande - Vikingarnas IF : Champion de Suède - VSZ Košice : Champion de Tchécoslovaquie - RK Borac Banja Luka : Champion de Yougoslavie | - Vikingur Reykjavik : Champion d'Islande - Vikingarnas IF : Champion de Suède - VSZ Košice : Champion de Tchécoslovaquie - RK Borac Banja Luka : Champion de Yougoslavie | - Vikingur Reykjavik : Champion d'Islande - Vikingarnas IF : Champion de Suède - VSZ Košice : Champion de Tchécoslovaquie - RK Borac Banja Luka : Champion de Yougoslavie | - Vikingur Reykjavik : Champion d'Islande - Vikingarnas IF : Champion de Suède - VSZ Košice : Champion de Tchécoslovaquie - RK Borac Banja Luka : Champion de Yougoslavie | - Vikingur Reykjavik : Champion d'Islande - Vikingarnas IF : Champion de Suède - VSZ Košice : Champion de Tchécoslovaquie - RK Borac Banja Luka : Champion de Yougoslavie | - Vikingur Reykjavik : Champion d'Islande - Vikingarnas IF : Champion de Suède - VSZ Košice : Champion de Tchécoslovaquie - RK Borac Banja Luka : Champion de Yougoslavie |
| Premier tour préliminaire (16) | | | | | | | | | | | | | | | | | | | | | | | | | | | | | |
| - ASKO Linz : Champion d'Autriche - Sporting Neerpelt : Champion de Belgique 1981 - CSKA Sofia : Champion de Bulgarie - Sjundeå IF : Champion de Finlande - USM Gagny : Champion de France 1981 - Brentwood HC : Champion de Grande-Bretagne - Ionikós de Néa Filadélfia : Champion de Grèce - Budapest Honvéd : Champion de Hongrie | - ASKO Linz : Champion d'Autriche - Sporting Neerpelt : Champion de Belgique 1981 - CSKA Sofia : Champion de Bulgarie - Sjundeå IF : Champion de Finlande - USM Gagny : Champion de France 1981 - Brentwood HC : Champion de Grande-Bretagne - Ionikós de Néa Filadélfia : Champion de Grèce - Budapest Honvéd : Champion de Hongrie | - ASKO Linz : Champion d'Autriche - Sporting Neerpelt : Champion de Belgique 1981 - CSKA Sofia : Champion de Bulgarie - Sjundeå IF : Champion de Finlande - USM Gagny : Champion de France 1981 - Brentwood HC : Champion de Grande-Bretagne - Ionikós de Néa Filadélfia : Champion de Grèce - Budapest Honvéd : Champion de Hongrie | - ASKO Linz : Champion d'Autriche - Sporting Neerpelt : Champion de Belgique 1981 - CSKA Sofia : Champion de Bulgarie - Sjundeå IF : Champion de Finlande - USM Gagny : Champion de France 1981 - Brentwood HC : Champion de Grande-Bretagne - Ionikós de Néa Filadélfia : Champion de Grèce - Budapest Honvéd : Champion de Hongrie | - ASKO Linz : Champion d'Autriche - Sporting Neerpelt : Champion de Belgique 1981 - CSKA Sofia : Champion de Bulgarie - Sjundeå IF : Champion de Finlande - USM Gagny : Champion de France 1981 - Brentwood HC : Champion de Grande-Bretagne - Ionikós de Néa Filadélfia : Champion de Grèce - Budapest Honvéd : Champion de Hongrie | - ASKO Linz : Champion d'Autriche - Sporting Neerpelt : Champion de Belgique 1981 - CSKA Sofia : Champion de Bulgarie - Sjundeå IF : Champion de Finlande - USM Gagny : Champion de France 1981 - Brentwood HC : Champion de Grande-Bretagne - Ionikós de Néa Filadélfia : Champion de Grèce - Budapest Honvéd : Champion de Hongrie | - ASKO Linz : Champion d'Autriche - Sporting Neerpelt : Champion de Belgique 1981 - CSKA Sofia : Champion de Bulgarie - Sjundeå IF : Champion de Finlande - USM Gagny : Champion de France 1981 - Brentwood HC : Champion de Grande-Bretagne - Ionikós de Néa Filadélfia : Champion de Grèce - Budapest Honvéd : Champion de Hongrie | - ASKO Linz : Champion d'Autriche - Sporting Neerpelt : Champion de Belgique 1981 - CSKA Sofia : Champion de Bulgarie - Sjundeå IF : Champion de Finlande - USM Gagny : Champion de France 1981 - Brentwood HC : Champion de Grande-Bretagne - Ionikós de Néa Filadélfia : Champion de Grèce - Budapest Honvéd : Champion de Hongrie | - ASKO Linz : Champion d'Autriche - Sporting Neerpelt : Champion de Belgique 1981 - CSKA Sofia : Champion de Bulgarie - Sjundeå IF : Champion de Finlande - USM Gagny : Champion de France 1981 - Brentwood HC : Champion de Grande-Bretagne - Ionikós de Néa Filadélfia : Champion de Grèce - Budapest Honvéd : Champion de Hongrie | - ASKO Linz : Champion d'Autriche - Sporting Neerpelt : Champion de Belgique 1981 - CSKA Sofia : Champion de Bulgarie - Sjundeå IF : Champion de Finlande - USM Gagny : Champion de France 1981 - Brentwood HC : Champion de Grande-Bretagne - Ionikós de Néa Filadélfia : Champion de Grèce - Budapest Honvéd : Champion de Hongrie | - ASKO Linz : Champion d'Autriche - Sporting Neerpelt : Champion de Belgique 1981 - CSKA Sofia : Champion de Bulgarie - Sjundeå IF : Champion de Finlande - USM Gagny : Champion de France 1981 - Brentwood HC : Champion de Grande-Bretagne - Ionikós de Néa Filadélfia : Champion de Grèce - Budapest Honvéd : Champion de Hongrie | - ASKO Linz : Champion d'Autriche - Sporting Neerpelt : Champion de Belgique 1981 - CSKA Sofia : Champion de Bulgarie - Sjundeå IF : Champion de Finlande - USM Gagny : Champion de France 1981 - Brentwood HC : Champion de Grande-Bretagne - Ionikós de Néa Filadélfia : Champion de Grèce - Budapest Honvéd : Champion de Hongrie | - ASKO Linz : Champion d'Autriche - Sporting Neerpelt : Champion de Belgique 1981 - CSKA Sofia : Champion de Bulgarie - Sjundeå IF : Champion de Finlande - USM Gagny : Champion de France 1981 - Brentwood HC : Champion de Grande-Bretagne - Ionikós de Néa Filadélfia : Champion de Grèce - Budapest Honvéd : Champion de Hongrie | - ASKO Linz : Champion d'Autriche - Sporting Neerpelt : Champion de Belgique 1981 - CSKA Sofia : Champion de Bulgarie - Sjundeå IF : Champion de Finlande - USM Gagny : Champion de France 1981 - Brentwood HC : Champion de Grande-Bretagne - Ionikós de Néa Filadélfia : Champion de Grèce - Budapest Honvéd : Champion de Hongrie | - ASKO Linz : Champion d'Autriche - Sporting Neerpelt : Champion de Belgique 1981 - CSKA Sofia : Champion de Bulgarie - Sjundeå IF : Champion de Finlande - USM Gagny : Champion de France 1981 - Brentwood HC : Champion de Grande-Bretagne - Ionikós de Néa Filadélfia : Champion de Grèce - Budapest Honvéd : Champion de Hongrie | - Maccabi Petah-Tikva : Champion d'Israël - Cividin Trieste : Champion d'Italie - HB Dudelange : Champion du Luxembourg - Nordstrand IF Oslo : Champion de Norvège - HV Blauw-Wit : Champion des Pays-Bas - Sporting Club Lisbonne : Champion du Portugal - TSV St. Otmar Saint-Gall : Champion de Suisse - Beşiktaş JK Istanbul : Champion de Turquie | - Maccabi Petah-Tikva : Champion d'Israël - Cividin Trieste : Champion d'Italie - HB Dudelange : Champion du Luxembourg - Nordstrand IF Oslo : Champion de Norvège - HV Blauw-Wit : Champion des Pays-Bas - Sporting Club Lisbonne : Champion du Portugal - TSV St. Otmar Saint-Gall : Champion de Suisse - Beşiktaş JK Istanbul : Champion de Turquie | - Maccabi Petah-Tikva : Champion d'Israël - Cividin Trieste : Champion d'Italie - HB Dudelange : Champion du Luxembourg - Nordstrand IF Oslo : Champion de Norvège - HV Blauw-Wit : Champion des Pays-Bas - Sporting Club Lisbonne : Champion du Portugal - TSV St. Otmar Saint-Gall : Champion de Suisse - Beşiktaş JK Istanbul : Champion de Turquie | - Maccabi Petah-Tikva : Champion d'Israël - Cividin Trieste : Champion d'Italie - HB Dudelange : Champion du Luxembourg - Nordstrand IF Oslo : Champion de Norvège - HV Blauw-Wit : Champion des Pays-Bas - Sporting Club Lisbonne : Champion du Portugal - TSV St. Otmar Saint-Gall : Champion de Suisse - Beşiktaş JK Istanbul : Champion de Turquie | - Maccabi Petah-Tikva : Champion d'Israël - Cividin Trieste : Champion d'Italie - HB Dudelange : Champion du Luxembourg - Nordstrand IF Oslo : Champion de Norvège - HV Blauw-Wit : Champion des Pays-Bas - Sporting Club Lisbonne : Champion du Portugal - TSV St. Otmar Saint-Gall : Champion de Suisse - Beşiktaş JK Istanbul : Champion de Turquie | - Maccabi Petah-Tikva : Champion d'Israël - Cividin Trieste : Champion d'Italie - HB Dudelange : Champion du Luxembourg - Nordstrand IF Oslo : Champion de Norvège - HV Blauw-Wit : Champion des Pays-Bas - Sporting Club Lisbonne : Champion du Portugal - TSV St. Otmar Saint-Gall : Champion de Suisse - Beşiktaş JK Istanbul : Champion de Turquie | - Maccabi Petah-Tikva : Champion d'Israël - Cividin Trieste : Champion d'Italie - HB Dudelange : Champion du Luxembourg - Nordstrand IF Oslo : Champion de Norvège - HV Blauw-Wit : Champion des Pays-Bas - Sporting Club Lisbonne : Champion du Portugal - TSV St. Otmar Saint-Gall : Champion de Suisse - Beşiktaş JK Istanbul : Champion de Turquie | - Maccabi Petah-Tikva : Champion d'Israël - Cividin Trieste : Champion d'Italie - HB Dudelange : Champion du Luxembourg - Nordstrand IF Oslo : Champion de Norvège - HV Blauw-Wit : Champion des Pays-Bas - Sporting Club Lisbonne : Champion du Portugal - TSV St. Otmar Saint-Gall : Champion de Suisse - Beşiktaş JK Istanbul : Champion de Turquie | - Maccabi Petah-Tikva : Champion d'Israël - Cividin Trieste : Champion d'Italie - HB Dudelange : Champion du Luxembourg - Nordstrand IF Oslo : Champion de Norvège - HV Blauw-Wit : Champion des Pays-Bas - Sporting Club Lisbonne : Champion du Portugal - TSV St. Otmar Saint-Gall : Champion de Suisse - Beşiktaş JK Istanbul : Champion de Turquie | - Maccabi Petah-Tikva : Champion d'Israël - Cividin Trieste : Champion d'Italie - HB Dudelange : Champion du Luxembourg - Nordstrand IF Oslo : Champion de Norvège - HV Blauw-Wit : Champion des Pays-Bas - Sporting Club Lisbonne : Champion du Portugal - TSV St. Otmar Saint-Gall : Champion de Suisse - Beşiktaş JK Istanbul : Champion de Turquie | - Maccabi Petah-Tikva : Champion d'Israël - Cividin Trieste : Champion d'Italie - HB Dudelange : Champion du Luxembourg - Nordstrand IF Oslo : Champion de Norvège - HV Blauw-Wit : Champion des Pays-Bas - Sporting Club Lisbonne : Champion du Portugal - TSV St. Otmar Saint-Gall : Champion de Suisse - Beşiktaş JK Istanbul : Champion de Turquie | - Maccabi Petah-Tikva : Champion d'Israël - Cividin Trieste : Champion d'Italie - HB Dudelange : Champion du Luxembourg - Nordstrand IF Oslo : Champion de Norvège - HV Blauw-Wit : Champion des Pays-Bas - Sporting Club Lisbonne : Champion du Portugal - TSV St. Otmar Saint-Gall : Champion de Suisse - Beşiktaş JK Istanbul : Champion de Turquie | - Maccabi Petah-Tikva : Champion d'Israël - Cividin Trieste : Champion d'Italie - HB Dudelange : Champion du Luxembourg - Nordstrand IF Oslo : Champion de Norvège - HV Blauw-Wit : Champion des Pays-Bas - Sporting Club Lisbonne : Champion du Portugal - TSV St. Otmar Saint-Gall : Champion de Suisse - Beşiktaş JK Istanbul : Champion de Turquie | - Maccabi Petah-Tikva : Champion d'Israël - Cividin Trieste : Champion d'Italie - HB Dudelange : Champion du Luxembourg - Nordstrand IF Oslo : Champion de Norvège - HV Blauw-Wit : Champion des Pays-Bas - Sporting Club Lisbonne : Champion du Portugal - TSV St. Otmar Saint-Gall : Champion de Suisse - Beşiktaş JK Istanbul : Champion de Turquie | - Maccabi Petah-Tikva : Champion d'Israël - Cividin Trieste : Champion d'Italie - HB Dudelange : Champion du Luxembourg - Nordstrand IF Oslo : Champion de Norvège - HV Blauw-Wit : Champion des Pays-Bas - Sporting Club Lisbonne : Champion du Portugal - TSV St. Otmar Saint-Gall : Champion de Suisse - Beşiktaş JK Istanbul : Champion de Turquie |

## Tour préliminaire

### Premier tour
| Équipe                    | Aller   | Total    | Retour  | Équipe                   |
| ------------------------- | ------- | -------- | ------- | ------------------------ |
| Ionikós de Néa Filadélfia | 22 – 39 | 33 – 76  | 11 – 37 | Budapest Honvéd          |
| CSKA Sofia                | 37 – 17 | 64 – 39  | 27 – 22 | Beşiktaş JK              |
| HV Blauw-Wit              | 19 – 21 | 33 – 36  | 14 – 15 | Sporting Neerpelt        |
| Brentwood HC              | 25 – 32 | 44 – 57  | 19 – 25 | HB Dudelange             |
| Maccabi Petah-Tikva       | 27 – 28 | 45 – 55  | 18 – 27 | ASKO Linz                |
| Sjundeå IF                | 20 – 15 | 42* – 42 | 22 – 27 | Nordstrand IF Oslo       |
| Cividin Trieste           | 23 – 21 | 38 – 41  | 15 – 20 | TSV St. Otmar Saint-Gall |
| Sporting Club Lisbonne    | 25 – 27 | 47 – 59  | 22 – 32 | USM Gagny                |

*Le Sjundeå IF qualifié aux dépens du Nordstrand IF Oslo selon la règle du nombre de buts marqués à l'extérieur (22 contre 15).

### Deuxième tour
| Équipe                   | Aller   | Total   | Retour  | Équipe             |
| ------------------------ | ------- | ------- | ------- | ------------------ |
| Budapest Honvéd          | 34 – 28 | 58 – 55 | 24 – 27 | USM Gagny          |
| CSKA Sofia               | 24 – 21 | 42 – 43 | 18 – 22 | Vikingarnas IF     |
| Helsingør IF             | 26 – 16 | 45 – 37 | 19 – 21 | Sporting Neerpelt  |
| HB Dudelange             | 15 – 31 | 30 – 56 | 15 – 25 | VSZ Košice         |
| RK Borac Banja Luka      | 32 – 22 | 63 – 44 | 31 – 22 | ASKO Linz          |
| SC Magdebourg            | 15 – 13 | 30 – 31 | 15 – 18 | TV Großwallstadt   |
| Vikingur Reykjavik       | 14 – 15 | 36 – 38 | 22 – 23 | Atlético de Madrid |
| TSV St. Otmar Saint-Gall | 28 – 14 | 59 – 30 | 31 – 16 | Sjundeå IF         |

## Phase finale
| \| Großwallstadt Helsingborg Madrid Budapest Kosice Elseneur Banja Luka Saint-Gall \| Localisation des équipes en phase finale. |
| Großwallstadt Helsingborg Madrid Budapest Kosice Elseneur Banja Luka Saint-Gall                                                 |

|  | Quarts de finale         | Quarts de finale         | Quarts de finale         | Quarts de finale         |                          |                          | Demi-finales | Demi-finales | Demi-finales | Demi-finales |  |  | Finale | Finale | Finale | Finale |
|  |                          |                          |                          |                          |                          |                          |              |              |              |              |  |  |        |        |        |        |
|  |                          |                          |                          |                          |                          |                          |              |              |              |              |  |  |        |        |        |        |
|  |                          |                          |                          |                          |                          |                          |              |              |              |              |  |  |        |        |        |        |
|  | VSZ Košice               | VSZ Košice               | 32                       | 14                       |                          |                          |              |              |              |              |  |  |        |        |        |        |
|  | VSZ Košice               | VSZ Košice               | 32                       | 14                       |                          |                          |              |              |              |              |  |  |        |        |        |        |
|  | Helsingør IF             | Helsingør IF             | 26                       | 20                       |                          |                          |              |              |              |              |  |  |        |        |        |        |
|  | Helsingør IF             | Helsingør IF             | 26                       | 20                       | Helsingør IF             | Helsingør IF             | 23           | 21           |              |              |  |  |        |        |        |        |
|  |                          |                          |                          |                          | Helsingør IF             | Helsingør IF             | 23           | 21           |              |              |  |  |        |        |        |        |
|  |                          |                          | Budapest Honvéd          | Budapest Honvéd          | 22                       | 24                       |              |              |              |              |  |  |        |        |        |        |
|  | Vikingarnas IF           | Vikingarnas IF           | Budapest Honvéd          | Budapest Honvéd          | 22                       | 24                       | 28           | 27           |              |              |  |  |        |        |        |        |
|  | Vikingarnas IF           | Vikingarnas IF           |                          |                          |                          |                          |              | 27           |              |              |  |  |        |        |        |        |
|  | Budapest Honvéd          | Budapest Honvéd          | 27                       | 40                       |                          |                          |              |              |              |              |  |  |        |        |        |        |
|  | Budapest Honvéd          | Budapest Honvéd          | 27                       | 40                       | Budapest Honvéd          | Budapest Honvéd          | 25           | 24           |              |              |  |  |        |        |        |        |
|  |                          |                          |                          |                          | Budapest Honvéd          | Budapest Honvéd          | 25           | 24           |              |              |  |  |        |        |        |        |
|  |                          |                          | TSV St. Otmar Saint-Gall | TSV St. Otmar Saint-Gall | 16                       | 18                       |              |              |              |              |  |  |        |        |        |        |
|  | Atlético de Madrid       | Atlético de Madrid       | TSV St. Otmar Saint-Gall | TSV St. Otmar Saint-Gall | 16                       | 18                       | 21           | 18           |              |              |  |  |        |        |        |        |
|  | Atlético de Madrid       | Atlético de Madrid       |                          |                          |                          |                          |              |              |              |              |  |  |        |        |        |        |
|  | TSV St. Otmar Saint-Gall | TSV St. Otmar Saint-Gall | 18                       | 22                       |                          |                          |              |              |              |              |  |  |        |        |        |        |
|  | TSV St. Otmar Saint-Gall | TSV St. Otmar Saint-Gall | 18                       | 22                       | TSV St. Otmar Saint-Gall | TSV St. Otmar Saint-Gall | 16           | 18           |              |              |  |  |        |        |        |        |
|  |                          |                          |                          |                          | TSV St. Otmar Saint-Gall | TSV St. Otmar Saint-Gall | 16           | 18           |              |              |  |  |        |        |        |        |
|  |                          |                          | TV Großwallstadt         | TV Großwallstadt         | 15                       | 17                       |              |              |              |              |  |  |        |        |        |        |
|  | TV Großwallstadt         | TV Großwallstadt         | TV Großwallstadt         | TV Großwallstadt         | 15                       | 17                       | 19           | 15           |              |              |  |  |        |        |        |        |
|  | TV Großwallstadt         | TV Großwallstadt         |                          |                          |                          |                          |              | 15           |              |              |  |  |        |        |        |        |
|  | RK Borac Banja Luka      | RK Borac Banja Luka      | 16                       | 15                       |                          |                          |              |              |              |              |  |  |        |        |        |        |
|  | RK Borac Banja Luka      | RK Borac Banja Luka      | 16                       | 15                       |                          |                          |              |              |              |              |  |  |        |        |        |        |
|  |                          |                          |                          |                          |                          |                          |              |              |              |              |  |  |        |        |        |        |

### Quarts de finale
| Équipe             | Aller   | Total    | Retour  | Équipe                   |
| ------------------ | ------- | -------- | ------- | ------------------------ |
| Vikingarnas IF     | 28 – 27 | 55 – 67  | 27 – 40 | Budapest Honvéd          |
| VSZ Košice         | 32 – 26 | 46 – 46* | 14 – 20 | Helsingør IF             |
| TV Großwallstadt   | 19 – 16 | 34 – 31  | 15 – 15 | RK Borac Banja Luka      |
| Atlético de Madrid | 21 – 18 | 39 – 40  | 18 – 22 | TSV St. Otmar Saint-Gall |

*Le Helsingør IF qualifié aux dépens du VSZ Košice selon la règle du nombre de buts marqués à l'extérieur (26 contre 14).

### Demi-finales
| Équipe                   | Aller   | Total   | Retour  | Équipe           |
| ------------------------ | ------- | ------- | ------- | ---------------- |
| Helsingør IF             | 23 – 22 | 44 – 46 | 21 – 24 | Budapest Honvéd  |
| TSV St. Otmar Saint-Gall | 16 – 15 | 34 – 32 | 18 – 17 | TV Großwallstadt |

### Finale
La finale aller a eu lieu le 2 mai 1982 à Budapest devant 1000 spectateurs et le match retour le 8 mai 1982 au palais des glaces d'Herisau devant 5300 spectateurs. Vainqueur des deux matchs, le Budapest Honvéd remporte sa première Coupe des clubs champions.
| Club            | Aller          | Total   | Retour         | Club                     |
| --------------- | -------------- | ------- | -------------- | ------------------------ |
| Budapest Honvéd | 25 – 16 (11-6) | 49 – 34 | 24 – 18 (11-7) | TSV St. Otmar Saint-Gall |

Match aller
- Honvéd Budapest[3] : Alpár Jegenyés − László Somogyi (1), Péter Cseri, Peter Őri (8/2), Sándor Illés (3), Péter Kovács (8 dont 2 pen.), József Kenyeres (4), István Szőke (1), László Tengely, László Iványi. Entraîneurs : László Kovács et Lajos Mocsai[4]
- TSV St. Otmar St. Gall : Hanspeter Lutz, Peter Jehle (2), Peter Stürm (4), Nedeljko Vujinović, Alex Bruggmann (1), Robert Jehle (7), Norwin Platzer, René Hirsch (1), Heinz Karrer (1), René Weibel. Entraîneurs : Nedeljko Vujinović et Sead Hasanefendić[5].
- Arbitres:  Rodil et Olsen

Match retour
- Honvéd Budapest[3] : Alpár Jegenyés, Miklós Kárpáti − László Somogyi (3), István Szőke (1), Róbert Nagy, Sándor Illés 2, Péter Kovács 6, József Kenyeres 2, Peter Őri 8, Péter Cseri 2, I. Szabó. Entraîneurs : László Kovács et Lajos Mocsai
- TSV St. Otmar St. Gall : ?

## Le champion d'Europe
| Champion d'Europe IHF Coupe des clubs champions 1981-1982 Budapest Honvéd 1er titre |